# Arbeidsmarkt
De arbeidsmarkt is een economische en sociologische benaming voor de interactie tussen vraag naar en aanbod van arbeidskrachten. In het algemeen is er geen daadwerkelijke centrale, gereguleerde marktplaats waarop vragers en aanbieders elkaar fysiek ontmoeten, maar is er sprake van een abstracte markt. Hier zijn uitzonderingen op. Zo zijn er soms plaatselijk door een gemeente of een arbeidsbureau banenmarkten georganiseerd, veelal exclusief gericht op werklozen.
Op de arbeidsmarkt worden niet zozeer arbeid of precies gedefinieerde arbeidsprestaties aangeboden, maar arbeidsvermogen. Er is ook geen sprake van koop, maar van huur. Om het arbeidsvermogen om te zetten in arbeidsprestaties verkrijgt de werkgever een beperkte beschikkingsmacht over de werknemer. Arbeidsvermogen is strikt genomen ook geen goed, maar een fictief goed.
De arbeidsmarkt heeft twee kernfuncties. Allereerst wordt er een prijs tot stand gebracht. Dit is het loon dat de werkgever aan de werknemer betaalt voor diens arbeidsvermogen. Daarnaast is er sprake van allocatie waarbij het arbeidsvermogen verdeeld wordt. Bij een sterke institutionalisering van de arbeidsverhoudingen in bijvoorbeeld collectieve arbeidsovereenkomsten vinden beide relatief autonoom van elkaar plaats. De arbeidsmarkt wordt dan ook wel opgesplitst in een loonmarkt en een werkgelegenheidsmarkt.
Vaak wordt ook het arbeidsaanbod van zelfstandigen tot de arbeidsmarkt gerekend.

## Fabriekssysteem
Een arbeidsmarkt ontstaat bij de verbreiding van loonarbeid. Hoewel hier al sprake van was in middeleeuwse steden, groeide dit vooral tijdens de industrialisatie. Het fabriekssysteem verving toen de plattelandsnijverheid en zelfstandige arbeiders die hun eigen gereedschappen in bezit hadden, werden loonarbeiders die niet over eigen productiemiddelen beschikten, die daarvoor te kapitaalintensief waren. Het fabriekssysteem met zijn arbeidsdeling werd zo succesvol dat kantoren op vergelijkbare wijze werden georganiseerd. Zo kreeg de arbeidsmarkt een centrale rol in het moderne arbeidsbestel.
Aanvankelijk had het fabriekssysteem zoals dat werd gepropageerd door de wetenschappelijke bedrijfsvoering en het fordisme tot gevolg dat arbeiders van hun werk vervreemdden met een groot personeelsverloop tot gevolg. Een van de manieren om dit tegen te gaan, en de binding met het bedrijf te vergroten, was de ontwikkeling van een interne arbeidsmarkt. Een deel van de banen werd daarbij afgeschermd van de externe arbeidsmarkt. Dat betekende een grotere werkzekerheid voor de bestaande werknemers, maar ook uitsluiting van de arbeiders buiten de organisatie.

## Machtsverhoudingen
Op de arbeidsmarkt zijn beide partijen nog zelfstandig. Dat betekent niet dat beiden evenveel invloed hebben op het onderhandelingsproces waarin de arbeidsvoorwaarden worden afgesproken die worden vastgelegd in het arbeidscontract. Over het algemeen is de werkgever de machtiger partij op de arbeidsmarkt. Zo kan het zijn dat de werknemer zelfs geen enkele invloed uit kan oefenen op de arbeidsvoorwaarden en slechts kan kiezen om wel of geen arbeidsrelatie aan te gaan. Deze keuze wordt beperkt, omdat de werknemer niet los kan worden gezien van zijn arbeidsvermogen. Voor de werknemer is er vaak geen keuze tussen wel of niet werken. De economische dwang om een contract aan te gaan is over het algemeen groter voor de werknemer.

### Beschikkingsmacht
Zodra een arbeidsrelatie wordt aangegaan, ontstaat een gezagsverhouding met de werknemer in een ondergeschikte rol. De beschikkingsmacht van de werkgever over de werknemer is echter niet volledig. Deze is gedifferentieerd, gedelegeerd en gelimiteerd.
De beschikkingsmacht is gedifferentieerd, omdat deze weliswaar aanwezig is in de arbeidsrelatie, maar niet op de arbeidsmarkt. Daarnaast wordt de beschikkingsmacht door ondernemers vaak gedelegeerd naar leidinggevend personeel. Verder is er sprake van een beperking van de beschikkingsmacht door het arbeidscontract en wetgeving.

### Institutionalisering
Aanvankelijk was er sprake van deregulering van die arbeidsmarkt om vrije concurrentie en arbeidsmobiliteit te bevorderen. De liberalen dachten aanvankelijk dat de markt zichzelf kon reguleren en lieten de ondernemers dan ook grote vrijheid. Uiteindelijk bleken de werkgevers echter een veel sterkere partij, wat resulteerde in zeer slechte arbeidsomstandigheden, de sociale kwestie. Gaandeweg groeide de invloed van overheid en vakbonden dan ook.
In toenemende mate werden arbeidsvoorwaarden daarna collectief vastgesteld in collectieve arbeidsovereenkomsten. Deze collectivisering ging gepaard met een institutionalisering waarbij werkgevers, werknemers en ook de overheid met elkaar onderhandelden en overleg voerden. Zo kwam ook de regulering van de arbeidsmarkt op gang. Daarmee ging dit verder dan slechts de arbeidsovereenkomst en kwamen ook het sociaaleconomisch beleid en de sociale zekerheid op de agenda. De laatste jaren is er echter een voorzichtige tendens richting flexibilisering en decollectivisering van de arbeidsverhoudingen.
Institutionalisering betekent niet dat de ongelijkheid tussen werkgever en werknemer wordt opgeheven. Organisatorisch is de individuele werkgever over het algemeen verreweg machtiger dan de individuele werknemer. Door collectief te handelen, kunnen werknemers dit verschil verkleinen. In de meeste gevallen behoudt de werkgever echter een organisatorisch voordeel. Zolang investerings- en andere belangrijke bedrijfsbeslissingen niet volledig bekend zijn bij de werknemers, houden deze een informatieachterstand. Ook blijft de tijdsdruk groter voor de werknemer dan voor de werkgever. Werkgevers hebben ook meer strategieën tot hun beschikking. Zij kunnen kiezen uit overtuigen, belonen en sanctioneren, terwijl de werknemers vooral zijn aangewezen op de laatste.

### Toegang
In welke mate aanbieders van arbeidsvermogen toegang hebben tot de arbeidsmarkt wordt bepaald door prestatiekwalificaties, sociaal prestige en diploma's.
Hoewel het volgens de meritocratische principes wenselijk is dat er op verdiensten wordt geselecteerd, betekent dit niet het einde van sociale ongelijkheid. Het wel of niet de beschikking hebben over bepaalde kwalificaties is namelijk niet volledig afhankelijk van persoonlijke inzet. De genoten opvoeding en onderwijs zijn hier van grote invloed. De toegang hiertoe wordt in ieder geval deels beïnvloed door economisch, maar ook door cultureel kapitaal. Daarmee speelt afkomst nog steeds een rol en is de intergeneratiemobiliteit beperkt.
Sociaal prestige speelt een rol zodra er wordt geselecteerd op zaken als ras, sekse, geloof, politieke voorkeur, leeftijd, handicap of geboorteland. Hierbij kan sprake zijn van conventionele, maar ook van juridische uitsluiting als de staat hier aan meewerkt.
Het gebruik van diploma's, getuigschriften of titels is een professionalisering waarmee arbeiders met vergelijkbare kwalificaties, maar zonder diploma geweerd kunnen worden.

## Spanning op de arbeidsmarkt
In een eenvoudig model van de arbeidsmarkt komt een dusdanig loon tot stand dat aanbod en vraag aan elkaar gelijk zijn. De werkelijkheid ziet er evenwel anders uit, en toont zowel periodes dat het aanbod de vraag overtreft, als periodes dat het andersom is.

### Ruime arbeidsmarkt
Men spreekt van een ruime arbeidsmarkt als het arbeidsaanbod groter is dan de arbeidsvraag. Er is dan sprake van een aanbodoverschot. De gevraagde arbeid wordt in de meeste landen, waaronder België en Nederland, niet over de aanbieders verdeeld, maar er zijn aanbieders die werken en andere aanbieders die werkloos zijn.
Deze situatie treedt vooral op in een laagconjunctuur, als door onderbesteding de ontwikkeling van de economie tegenvalt. Als er minder producten en diensten worden afgenomen, wordt er ook minder arbeid verricht. Werkgevers zullen nog enige tijd een interne arbeidsreserve aanhouden voor het geval de vraag naar hun producten weer toeneemt, maar als de laagconjunctuur aanhoudt kan dat niet altijd worden volgehouden en kunnen er zelfs gedwongen ontslagen plaatsvinden. De werkloosheid die door laagconjunctuur ontstaat wordt conjuncturele werkloosheid genoemd.
Werkloosheid kan ook optreden als het loon dusdanig hoog is dat het aantrekkelijk wordt voor ondernemers om om te zien naar productiewijzen waarbij minder van menselijke arbeid gebruik wordt gemaakt en meer van machines en andere kapitaalgoederen. Er vindt dan substitutie van arbeid door kapitaal plaats. Andere vormen van substitutie zijn eveneens mogelijk. En werkloosheid kan ontstaan als er, gegeven de bestaande productiemethode, niet genoeg productiecapaciteit is om de gevraagde goederen en diensten te produceren. De werkloosheid die zo ontstaat wordt wel structurele werkloosheid genoemd.
Het onderscheid tussen conjuncturele en structurele werkloosheid is niet zomaar cijfermatig aan te geven, omdat dit afhangt van wat als een 'normale' economische of technologische ontwikkeling wordt beschouwd en hoe de productiecapaciteit wordt gemeten. Het is echter wel van belang voor de te maken beleidskeuzes.
Ongeacht de oorzaak van de werkloosheid, zal het loon de neiging hebben om te zakken omdat de aanbieders van arbeid onderling concurreren en de vragers de aanbieders voor het uitkiezen hebben. Deze op het eerste gezicht evenwichtsherstellende reactie kan echter worden afgevlakt door bestaande collectieve arbeidsovereenkomsten (cao's) of door wetgeving over bijvoorbeeld het minimumloon. Daarnaast is het niet zeker dat het aanbod van arbeid daalt als het loon afneemt. Werknemers zijn tegelijk ook consument en terwijl ze vanwege de lagere beloning minder zouden willen werken, hebben ze juist meer arbeid nodig om hun inkomen op peil te houden. Hoe het saldo van het prijseffect en het inkomenseffect uitvalt zal per situatie en per aanbieder verschillen.

### Krappe arbeidsmarkt
Er is sprake van een krappe arbeidsmarkt als de vraag naar arbeid groter is dan het aanbod van arbeid. Werkgevers blijven zitten met onvervulde vacatures, ofwel openstaande vraag. Zij kunnen dit tijdelijk opvangen met overwerk of door mensen uit andere regio's of landen te laten pendelen, maar daar zijn extra kosten aan verbonden. Een loonstijging zal dan ook onvermijdelijk zijn: de werkgevers concurreren met elkaar, en de aanbieders van arbeid hebben de banen voor het uitzoeken. Dit kan ertoe leiden, dat personen die voorheen geen arbeid aanboden dit alsnog gaan doen, dat ouderen herintreden of dat jongeren eerder hun opleiding afronden. Mogelijk zullen ook aanbieders van arbeid uit andere streken zich gaan vestigen (immigratie). Een andere mogelijkheid, die aantrekkelijker wordt als de lonen stijgen, is dat via substitutie de productiewijze wordt aangepast.
Een krappe arbeidsmarkt is meestal het gevolg van hoogconjunctuur, waarbij overbesteding leidt tot de wens om meer te produceren. Er kunnen echter ook andere oorzaken zijn. Zo wordt in Nederland door regering en vakbonden verwacht dat er krapte op de arbeidsmarkt op zal treden doordat als gevolg van vergrijzing het aantal personen dat arbeid kan verrichten daalt.

### Skills-based arbeidsmarkt
Al geruime tijd blijkt dat de huidige arbeidsmarkt niet naar behoren functioneert. Het World Economic Forum (WEF) stipt aan dat we het huidige systeem niet in staat zijn om de skills van medewerkers goed in kaart te brengen, en mede daarom een mismatch ontstaat tussen de actuele skills en het werk dat men uitvoet. Daarnaast geeft het WEF aan dat diploma's geen goede indicator meer zijn voor de skills die mensen hebben. Een arbeidsmarkt waar skills de leidraad zijn, een zogenoemde skills-based arbeidsmarkt, kan vele problemen verhelpen.  Indien duidelijk is welke skills je als medewerker nodig hebt voor een bepaalde functie, en welke skills je daarvan hebt of juist mist, wordt het makkelijker om gericht bij te scholen. Ook wordt inzichtelijk welke overstap je zou kunnen maken naar een ander beroep, mocht jouw baan verdwijnen door de komst van bijvoorbeeld digitalisering. Op de Nederlandse arbeidsmarkt wordt al geëxperimenteerd met zogenoemde ecosystemen, waar leren en ontwikkelen centraal staat en men onderzoekt in welke mate een skills-based arbeidsmarkt in de praktijk uitvoerbaar is. Een van deze initiatieven is House of Skills in de Metropoolregio Amsterdam, een publiek-private samenwerking waar diverse projecten plaatsvinden op dit thema. House of Skills biedt ook een platform aan waar tools te vinden zijn die de matching op skills faciliteren. Zo vind je hier bijvoorbeeld De Paskamer, een instrument waarmee je inzicht krijgt in je eigen skills en de beroepen die daar goed bij passen. Deze tool is ontwikkeld in samenwerking met TNO. Ook wordt er op diverse plekken gewerkt aan een skillspaspoort, waar in kaart wordt gebracht welke skills mensen hebben. Doel van dit skillspaspoort is om de overstap van de ene naar d eandere baan op basis van skills te faciliteren.  “Een skills based-arbeidsmarkt, waar je vrij kunt reizen met een (inter)nationaal skills-paspoort, dat is het ideaal” aldus TNO.

## Marktwerking[4]
Voor een volledige marktwerking moet er volledige concurrentie zijn. Daarvan is op de arbeidsmarkt om verschillende redenen geen sprake. Allereerst is arbeidsvermogen geen waar, maar een fictieve waar. Het arbeidsvermogen kan niet los worden gezien van de eigenaar. Voor een perfecte markt gelden verder als eisen:
- veel kleine partijen waardoor elke partij te klein is om de prijs te beïnvloeden door:
  - het volume van vraag of aanbod aan te passen;
  - het toetreden of verlaten van de markt;
- de waar moet volledig inwisselbaar of homogeen zijn;
- alle partijen moeten volledig op de hoogte zijn van de economische en technische informatie die van belang is voor hun besluitvorming.

### Heterogene markt
Arbeid is heterogeen: een aanbieder van arbeid kan niet willekeurig welke arbeid verrichten. Het hangt af van opleiding, ervaring, eigenschappen en karakteristieken, van belemmerende factoren zoals reisafstand, maar ook van de wensen en eisen van aanbieder en vrager. Bovendien is de informatie die men heeft over beschikbare personen en arbeidsplaatsen nooit volledig. Er vindt daardoor voortdurend een zoekproces plaats waarbij vragers en aanbieders een acceptabele of betere partner trachten te vinden en onderhandelen over een arbeidsovereenkomst. Het resultaat hiervan is dat er op elk moment zowel werkloosheid als openstaande vacatures bestaan. Dat er mensen werkloos zijn terwijl er ogenschijnlijk toch ruim voldoende werk beschikbaar is, is dus het gevolg van de normale werking van de arbeidsmarkt; zonder dit zoekproces zou de arbeidsmarkt niet naar behoren kunnen functioneren.
De werkloosheid die het gevolg is van het zoekproces wordt frictiewerkloosheid genoemd. Als de vraag naar arbeid groter is dan het aanbod dan is alle werkloosheid frictiewerkloosheid, indien men buiten beschouwing laat dat er in de praktijk werklozen zullen zijn die door een gebrek aan vaardigheden niet gevraagd worden op de arbeidsmarkt. Is het aanbod groter, dan is er ook conjuncturele werkloosheid. De omvang van de frictiewerkloosheid wordt kleiner als het vraagoverschot dan wel het aanbodoverschot toeneemt, en is maximaal als aanbod en vraag qua omvang in evenwicht zijn. Frictiewerkloosheid neemt af als de arbeidsmarkt efficiënter kan functioneren, door bijvoorbeeld gebruik te maken van communicatiemiddelen zoals het internet.

### Starre of flexibele markt
Bij een krappe arbeidsmarkt zullen lonen onder invloed van vraag en aanbod stijgen, bij een ruime arbeidsmarkt zullen lonen echter niet automatisch dalen. Dit komt door de rechtspositie van werknemers zoals die door de wet is geregeld en door onderhandelingsresultaten tussen vakbonden en werkgeversorganisaties.
Om de arbeidsmarkt flexibeler te maken zou de rol van de vakbonden moeten worden teruggedrongen door bijvoorbeeld het niet meer algemeen verbindend verklaren van cao's, versoepeling van het ontslagrecht en werkloosheidsregelingen die meer prikkels tot zoeken naar werk geven. Tegenstanders van deze theorie zien hierin een individualisering en daarmee een verzwakking van de onderhandelingspositie van de toch al zwakkere werknemers. Bovendien kan een flexibele arbeidsmarkt de innovatie schaden. De Amerikaanse econoom Galbraith pleit voor drie instituties die elkaar op de arbeidsmarkt in evenwicht houden: regering, vakbonden en de grote zakenwereld.

## Aansluitingsprobleem

Arbeidsmarktregio's Nederland (2024).
Achterhoek
Amersfoort
Drechtsteden
Drenthe
Flevoland
Food Valley
Friesland
Gooi en Vechtstreek
Gorinchem
Groningen
Groot-Amsterdam
Haaglanden
Helmond - De Peel
Holland Rijnland
Midden-Brabant
Midden-Gelderland
Midden-Holland
Midden-Limburg
Midden-Utrecht
Noord-Holland Noord
Noord-Limburg
Noordoost-Brabant
Rijk van Nijmegen
Rijnmond
Rivierenland
Stedendriehoek en Noordwest Veluwe
Twente
West-Brabant
Zaanstreek/Waterland
Zeeland
Zuid-Holland Centraal
Zuid-Kennemerland en IJmond
Zuid-Limburg
Zuidoost-Brabant
Zwolle

Binnen een arbeidsmarkt kan een aansluitingsprobleem ontstaan. Dat wil zeggen dat vraag en aanbod niet op elkaar zijn afgestemd. Grofweg zijn er twee soorten aansluitingsproblemen: kwalitatief en kwantitatief.

### Kwalitatieve aansluitingsproblemen
Dit komt voor wanneer er op een arbeidsmarkt een discrepantie is in de kwaliteit van de aangeboden en gevraagde arbeid. Bijvoorbeeld in het geval er vraag is naar werknemers op mbo-niveau terwijl er voornamelijk HBO- en academici in een regio werkzaam zijn.

### Kwantitatieve aansluitingsproblemen
Dit gebeurt wanneer er in aantallen een discrepantie is op een arbeidsmarkt. Denk hierbij aan een grote regionale werkgever die verdwijnt en er daarvoor veel mensen met een bepaald specialisme werkzoekend worden die in een regio actief zijn waar geen of nauwelijks vraag is naar hun specialisme.
Dergelijke aansluitingsproblemen kunnen altijd en overal voorkomen. Bij het verdwijnen van werkgevers in een regio tot een landelijk probleem met bijvoorbeeld "uitstervende" beroepen zoals postbezorger.
Daarnaast kan er een kwalitatief aansluitingsprobleem zijn tussen onderwijs en arbeidsmarkt. In de liberaal-economische theorie kan de varkenscyclus zorgen voor tekorten/overschotten in bepaalde beroepen/werkzaamheden. In Nederland klagen werkgevers sinds de zeventiger jaren over onvoldoende scholing als het gaat om vakkrachten. Zie b.v. Stichting Maatschappij en Onderneming Ook in landen met een strakke overheidsplanning blijken kwalitatieve discrepanties tussen onderwijs en arbeidsmarkt. De snelle ontwikkeling van specialismen maakt in het algemeen een directe aansluiting tussen onderwijs na middelbare school en universiteit moeilijk. 'Learning on the job' en 'permanente educatie' blijven belangrijk om discrepanties 'werkende weg' te verminderen.  
Al vanaf het begin van de economische wetenschap wordt geschreven over 'human capital' en het belang van de aansluiting tussen onderwijs en arbeidsmarkt.

## Open en verborgen arbeidsmarkt
Vaak onderscheidt men de open en de verborgen arbeidsmarkt. De open arbeidsmarkt wordt gevormd door de vacatures die via openbare kanalen zoals advertenties in kranten en op websites vervuld worden. Naast de open arbeidsmarkt bestaat ook een verborgen arbeidsmarkt. Hier worden vacatures intern of via informele netwerken vervuld. Waar in principe iedereen toegang heeft tot de open arbeidsmarkt, moet men voor de verborgen arbeidsmarkt meestal over ervaring en een netwerk beschikken. Vanuit werkgevers werkt het echter omgekeerd; zijn zullen meestal eerst de verborgen arbeidsmarkt raadplegen en zullen pas daarna de open arbeidsmarkt opgaan door een recruiter in te schakelen of een vacature te plaatsen.